# Kanton Bar-sur-Seine
Kanton Bar-sur-Seine (fr. Canton de Bar-sur-Seine) je francouzský kanton v departementu Aube v regionu Grand Est. Tvoří ho 46 obcí. Před reformou kantonů 2014 ho tvořilo 22 obcí.

## Obce kantonu
od roku 2015:
| - Bar-sur-Seine - Bertignolles - Bourguignons - Briel-sur-Barse - Buxeuil - Buxieres-sur-Arce - Celles-sur-Ource - Chacenay - Chappes - Chauffour-les-Bailly - Chervey - Courtenot - Courteron - Cunfin - Éguilly-sous-Bois - Essoyes | - Fontette - Foucheres - Fralignes - Gyé-sur-Seine - Jully-sur-Sarce - Landreville - Loches-sur-Ource - Magnant - Marolles-les-Bailly - Merrey-sur-Arce - Mussy-sur-Seine - Neuville-sur-Seine - Noé-les-Mallets - Plaines-Saint-Lange - Poligny | - Polisot - Polisy - Rumilly-les-Vaudes - Saint-Parres-les-Vaudes - Saint-Usage - Thieffrain - Vaudes - Verpillieres-sur-Ource - Villemorien - Villemoyenne - Ville-sur-Arce - Villy-en-Trodes - Virey-sous-Bar - Vitry-le-Croisé - Viviers-sur-Artaut |

před rokem 2015:
| - Bar-sur-Seine - Bourguignons - Briel-sur-Barse - Buxeuil - Chappes - Chauffour-lès-Bailly - Courtenot - Fouchères - Fralignes - Jully-sur-Sarce - Marolles-lès-Bailly | - Merrey-sur-Arce - Poligny - Rumilly-lès-Vaudes - Saint-Parres-lès-Vaudes - Vaudes - Villemorien - Villemoyenne - Ville-sur-Arce - Villiers-sous-Praslin - Villy-en-Trodes - Virey-sous-Bar |